# Udet U 11
Der Udet U 11 „Kondor“ war das größte Flugzeug der Udet Flugzeugbau GmbH und das einzige Flugzeug der Firma mit Metallrumpf.

## Geschichte
Die einzige Maschine entstand ab 1924 im Auftrag des Süddeutschen Aero Lloyd, der damit über die Alpen fliegen wollte. Die Ausgangsbasis stellte der Sporteindecker U 1 dar.
Konstruktiv war der „Kondor“ ein viermotoriger Schulterdecker mit Ganzmetallrumpf, Holzflügeln und einem offenen Cockpit für zwei Personen. Im Bug befand sich ein offener Stand für den Navigator. Vier einzelne Sh-12-Sternmotoren befanden sich in Gondeln unter den Tragflächen. Die Motoren trieben über eine Ausdehnungskupplung und hohle Fernwellen je eine Luftschraube an, die hinter der Flügelhinterkante angeordnet war. Diese Anordnung brachte die inneren Propeller in gefährliche Nähe der Fluggastfenster und der Rumpftür, was später einen tödlichen Unfall eines Monteurs zur Folge hatte. Die Propellerspitzen befanden sich bei dieser Anordnung nur in 15 cm Abstand vom Rumpf.
Die Maschine mit der Werknummer 243 wurde im Dezember 1925 fertiggestellt und vom Bauplatz Ramersdorf zum Flugplatz Oberschleißheim gebracht. Der Erstflug fand am 19. Januar 1926 mit dem Erprobungsflieger Harry Rother am Steuer statt, obwohl die Maschine bei Rollversuchen eine extreme Hecklastigkeit zeigte, bei denen unter anderem der Hecksporn abriss. Um die Hecklastigkeit auszugleichen, vergrößerte man das Höhenleitwerk und startete am 28. Januar 1926 zu einem erneuten Testflug. Nach einigen weiteren Änderungen wurde die Maschine am 28. März 1926 nach Berlin überführt, da die Aero Lloyd inzwischen Teil der Deutschen Luft Hansa geworden war und am 29. März in Tempelhof der Presse vorgestellt. Am 8. April erhielt sie das Kennzeichen D-828. Im Jahr 1927 sollte die Deutsche Verkehrsfliegerschule die Maschine übernehmen, weigerte sich jedoch, für die Maschine mehr als den halben Rechnungsbetrag zu zahlen. Bei der Überführung nach Staaken machte der eingesetzte Pilot (Rother hatte sich angeblich aus finanziellen Gründen geweigert zu fliegen) eine Bruchlandung, was zum Verlust der Maschine führte. Sie erwies sich insgesamt als zu schwer bzw. untermotorisiert; ein zeitgenössischer Bericht bezeichnet die Maschine als „Fehlkonstruktion“. Dies war auch der durch die Siegermächte auf 400 PS begrenzten Motorleistung von Flugzeugen geschuldet. So wurde nur eine Maschine gebaut; sie gelangte nicht in den regulären Einsatz.
Mit der Konstruktion des „Kondor“ wagte sich die Firma Udet auf technologisches Neuland. Der Misserfolg des Typs war mit den Baukosten von 850.000 Reichsmark ein Grund für den Niedergang der Firma, deren Gründer Udet die Firma bereits im Frühjahr 1925 verlassen hatte.
Ob die „Kondor“ bis zu ihrer Abschreibung 1928 bei der Luft Hansa, deren erstes viermotoriges Flugzeug sie war, jemals offiziell eingesetzt wurde, ist nicht belegt.

## Technische Daten

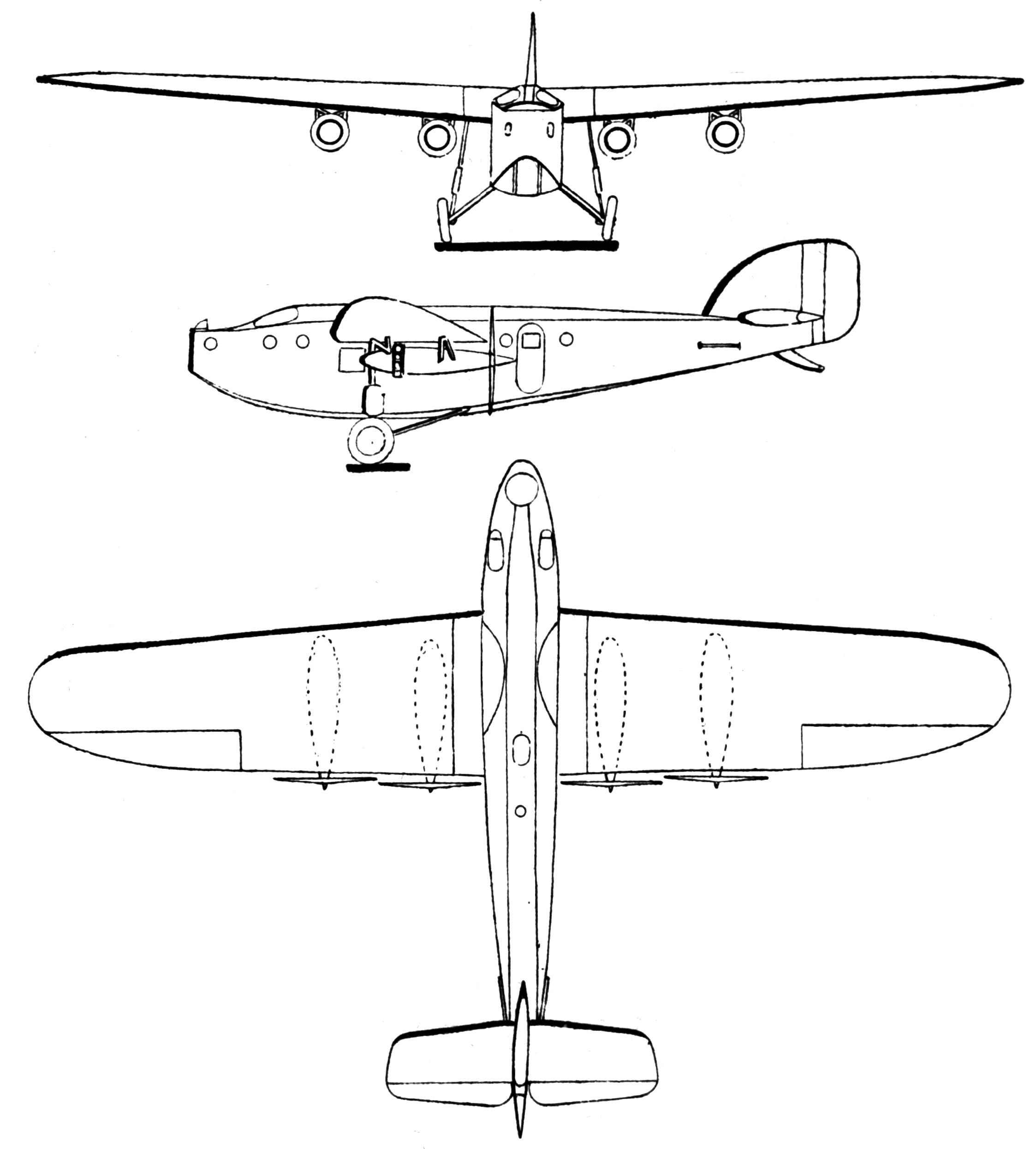
Dreiseitenansicht

| Kenngröße             | Daten                                                                 |
| --------------------- | --------------------------------------------------------------------- |
| Besatzung             | 3                                                                     |
| Passagiere            | 8                                                                     |
| Spannweite            | 22,0 m                                                                |
| Länge                 | 16,0 m                                                                |
| Höhe                  | 4,00 m                                                                |
| Kabine (l × b × h)    | 3,9 m × 1,6 m × 2 m                                                   |
| Flügelfläche          | 70 m²                                                                 |
| Flügelstreckung       | 6,9                                                                   |
| Leermasse             | 3327 kg                                                               |
| Startmasse            | 4327 kg                                                               |
| Antrieb               | vier luftgekühlte 9-Zylinder-Sternmotoren Sh-12 mit je 100 PS (74 kW) |
| Höchstgeschwindigkeit | 150 km/h                                                              |
| Reisegeschwindigkeit  | 130 km/h                                                              |
| Landegeschwindigkeit  | 115 km/h                                                              |
| Steigleistung         | 1,6 m/s                                                               |
| Dienstgipfelhöhe      | 3200 m                                                                |
| Reichweite            | 500 km                                                                |